# Acquis (droit)
Pour les articles homonymes, voir acquis.
En droit un acquis désigne « l'ensemble des droits et obligations juridiques qui s'appliquent au terme d'un processus normatif ». 
Il est généralement employé à propos des organisations internationales lorsqu'une tierce partie souhaite intégrer un ensemble juridique existant constitué de divers éléments comme les accords originels, le droit dérivé, la jurisprudence...

## L'acquis en droit européen

### L'acquis en droit de l'Union européenne

#### L'acquis de l’Union européenne
En droit de l'Union européenne, l'acquis de l’Union européenne correspond à l'ensemble du corpus juridique de l’Union européenne, c'est-à-dire à la somme des droits et obligations juridiques qui lient les États membres. Les pays candidats doivent transposer l'acquis de l’Union européenne dans leurs législations nationales et l'appliquer au plus tard le jour de leur adhésion effective à l'Union.

#### L'acquis de Schengen
Ce terme est employé pour désigner un ensemble de dispositions en matière de politique frontalière. L’acquis de Schengen  fait aujourd'hui partie intégrante des traités de l’Union européenne bien que tous les pays ne l'appliquent pas uniformément. Celui-ci est appliqué par des pays non membres de l’Union européenne comme l’Islande et la Norvège et le sera à terme par la Suisse et le Liechtenstein.

### L'acquis du Conseil de l'Europe
L'assemblée parlementaire du Conseil de l’Europe, dans sa résolution 1290, appelle les États membres du Conseil de l'Europe à pleinement prendre en compte l'acquis de l'organisation dans la définition de règles dans les domaines de la démocratie, de l'état de droit ainsi que des droits de l'homme et des libertés fondamentales.

## L'acquis du GATT
Sans employer explicitement cette expression, le traité fondateur de l'Organisation mondiale du commerce incorpore l'“acquis du GATT”, c'est-à-dire les règles et les décisions produites sous le régime du GATT en vertu de son article XVI.1. L'expression a été utilisée dès l'affaire Japon - Boissons alcooliques II (DS8, 10, 11) mais son usage ne semble pas clairement établi.

## L'acquis de l'OTAN
L'expression d'acquis est également employée par l'OTAN notamment dans son plan d'action pour l'adhésion (MAP), lequel précise qu'il est attendu que les pays candidats :
- prouvent « leur volonté et leur capacité d'assumer les obligations et engagements découlant du Traité de Washington et des dispositions pertinentes de l'Etude sur l'élargissement de l'OTAN » et se conforment aux « principes fondamentaux énoncés dans le Traité de Washington, tels que la démocratie, la liberté individuelle et le règne du droit, ainsi qu'aux autres dispositions pertinentes figurant dans son Préambule » ;
- respectent un certain nombre d'autres principes ;
- « fassent connaître leurs vues sur les autres éléments de l'acquis de l'OTAN, y compris le Concept stratégique de l'OTAN, le développement de l'identité européenne de sécurité et de défense au sein de l'Alliance, l'Acte fondateur OTAN-Russie et la Charte OTAN-Ukraine, et qu'ils prouvent leur volonté et leur capacité de s'y conformer ».

## L'acquis de l'OCDE
L'Organisation de coopération et de développement économiques, dans son document Une stratégie pour l'élargissement et l'ouverture, tente de définir le concept d'acquis de l'OCDE et distingue :
- l'acquis au sens strict, c'est-à-dire les instruments juridiques adoptés dans le cadre de l'OCDE sur lesquels il est demandé aux pays candidats de se positionner
- l'acquis au sens large qui inclurait un certain degré de convergence (ou communauté de vues) par rapport aux politiques menées dans les pays déjà membres de l'OCDE ainsi que des méthodes de travail spécifiques comme les examens par les pairs.

## L'acquis de l'OSCE
Le centre de recherche sur l’OSCE et certains participants à l'OSCE,revendiquent l'existence d'un acquis de l'Organisation pour la sécurité et la coopération en Europe. 